# 狼たちの報酬
『狼たちの報酬』（おおかみたちのほうしゅう、The Air I Breathe）は、2007年のメキシコ・アメリカ合衆国の犯罪映画。韓国系アメリカ人であるジェホ・リーの監督デビュー作である。出演はフォレスト・ウィテカーとブレンダン・フレイザーなど。
人生は4つの感情「幸 (Happiness)」「喜 (Pleasure)」「悲 (Sorrow)」「愛 (Love)」に分類されているという古代中国の言い伝えに基づくオムニバス形式のサスペンス群像劇。4つのエピソードそれぞれの主人公の名前（本名）は明らかにされない。
2007年4月に開催されたトライベッカ映画祭で初上映された。
日本劇場未公開だが、2010年12月3日にDVDが発売され、翌2011年9月3日にWOWOWで放送された。

## ストーリー
裏社会を背景に4人の男女の運命が交錯する様を描く。

## 登場人物
episode 1. Happiness
- 主人公 - フォレスト・ウィテカー

真面目な銀行員。八百長レースの情報を盗み聞きしたことから運命が大きく変わる。
- バート - ジョン・チョー

同僚。主人公をバカにしている。八百長レースの情報を仲間の同僚に話す。
episode 2. Pleasure
- 主人公 - ブレンダン・フレイザー（少年時代 - ジェイソン・ドリー）

フィンガーズの部下。近い未来が断片的に見える特殊能力を持つ。
- トニー - エミール・ハーシュ

フィンガーズの甥。
- ジヨン - ケリー・ヒュー

風俗店の女。主人公に想いを寄せている。
episode 3. Sorrow
- 主人公 - サラ・ミシェル・ゲラー（少女時代 - サーシャ・ピーターズ）

人気歌手。芸名は「トリスタ」。
- ダニー - エヴァン・パーク（英語版）

ボディガード。
- 主人公の父 - テイラー・ニコルズ

主人公が幼い時に目の前で車にはねられて死亡。
- アリソン - セシリア・スアレス（英語版）

付き人で親友。
- フランク - トッド・スタシュウィック

マネージャ。借金のカタに「トリスタ」のマネージメント権をフィンガーズに譲り渡す。
- インタビュアー - ジョン・バーンサル

主人公に嫌みな質問を繰り返す。
episode 4. Love
- 主人公 - ケヴィン・ベーコン

医師。ジーナを学生時代から愛し続けている。
- ジーナ - ジュリー・デルピー

親友の妻。毒物の研究者。特殊な血液型。
- ヘンリー - クラーク・グレッグ

学生時代からの親友。ジーナの夫。美容整形外科医。
その他
- フィンガーズ - アンディ・ガルシア

ギャングのボス。全てのエピソードに関わる。
- エディ - ヴィクター・リヴァース

フィンガーズのボディガード。

## 作品の評価
Rotten Tomatoesによれば、批評家の一致した見解は「『狼たちの報酬』は才能あるキャストを浪費していることを除けばほとんど何も達成できていないごちゃごちゃしたインディーズ作品である。」であり、40件の評論のうち高評価は10%にあたる4件で、平均点は10点満点中3.8点となっている。
Metacriticによれば、9件の評論のうち、高評価は1件、賛否混在は3件、低評価は5件で、平均点は100点満点中37点となっている。